# 米羅柳比夫卡 (扎波羅熱州)
47°55′6″N 35°39′56″E / 47.91833°N 35.66556°E
米羅柳比夫卡（烏克蘭語：Миролюбівка）是位於烏克蘭東南部的村莊，由扎波羅熱州扎波羅熱区的米哈伊洛-盧卡舍韋市鎮負責管轄。該村面積1.67平方公里，2001年人口486，人口密度每平方公里292人。